# Сысоев, Пётр Иванович
Пётр Ива́нович Сысо́ев (11 июля 1920, Упорниковская, Донская область — 1 февраля 2002) — советский военачальник, генерал-полковник (4 ноября 1973).

## Биография
Родился 11 июля 1920 года на хуторе Упорники (ныне — Нехаевского района Волгоградской области). Русский.
В РККА с 1938 г. С 1938 по 1941 гг. учился в Военно-транспортной академии.

### Великая Отечественная война
Воевал на фронтах Великой Отечественной войны.
Приказом ВС 52-й армии № 39/н от 24.09.1942 помощник начальника оперативного отделения штаба 52-й армии капитан Сысоев награждён медалью «За боевые заслуги».
Приказом ВС 52-й армии № 121/н от 23.12.1943 помощник начальника оперативного отделения штаба 52-й армии майор Сысоев награждён орденом Отечественной войны 2-й степени за формирование Днепра.
Приказом ВС 52-й армии № 131/н от 23.09.1944 помощник начальника оперативного отделения штаба 52-й армии подполковник Сысоев награждён орденом Красной Звезды. Тяжело ранен.
Приказом ВС 52-й армии № 131/н от 23.09.1944 помощник начальника оперативного отделения штаба 52-й армии подполковник Сысоев награждён орденом Отечественной войны 1-й степени за участие в Висло-Одерской и Померанской операциях.

### После войны
С 1946 года служил в оперативном управлении штаба Прикарпатского военного округа старшим офицером, начальником оперативного отдела.
В 1948—1952 гг. проходил заочное обучение в Военной академии имени М. В. Фрунзе
В 1956—1958 гг. учился в Военной академии Генерального штаба Вооруженных Сил СССР.
С 1959 по 1972 год проходил службу на Дальнем Востоке начальником оперативного управления штаба Дальневосточного военного округа. С августа 1964 по январь 1967 года — командир 22-й мотострелковой дивизии (Камчатка). С января 1967 — начальник штаба, а с августа 1969 — командующий 5-й армией Дальневосточного военного округа. Генерал-лейтенант (29.04.1970).
С 1972 по 1988 год — первый заместитель начальника Тыла Вооруженных Сил СССР.
В 1988 году вышел в отставку в звании генерал-полковника.
Опубликовал ряд статей в журналах «Военная мысль», Военно-исторический журнал, «Тыл и снабжение», в газете «Красная звезда».

### Семья
- Отец: Сысоев Иван Афанасьевич (1860—?)
- Мать: Сысоева Варвара Михайловна (1870—?)
- Супруга: Сысоева Евфалия Ивановна (1921—?)
- Дочь: Сысоева Людмила Петровна (род. 1944)
- Сын: Сысоев Валерий Петрович (род. 1949).
- Внук: Сысоев Андрей Валерьевич (род. 1983)
- Правнук: Сысоев Марк Андреевич (род. 2012)
- Правнук: Сысоев Макар Андреевич (род. 2017)

## Награды
- орден Ленина
- орден Красного Знамени
- три ордена Отечественной войны I степени (?, 1944, 1985)
- орден Отечественной войны II степени
- два ордена Красной Звезды
- орден «За службу Родине в Вооруженных Силах СССР» II и III степени
- орден Почета
- две медали «За боевые заслуги»
- 42 другие медали
- четыре иностранных ордена